# Prasonica insolens
Prasonica insolens är en spindelart som först beskrevs av Simon 1909.  Prasonica insolens ingår i släktet Prasonica och familjen hjulspindlar. Inga underarter finns listade i Catalogue of Life.